# Zoraida procterythra
Zoraida procterythra är en insektsart som beskrevs av Jacobi 1941. Zoraida procterythra ingår i släktet Zoraida och familjen Derbidae. Inga underarter finns listade i Catalogue of Life.